# فرودگاه محلی ویدالیا
فرودگاه محلی ویدالیا  (به انگلیسی: Vidalia Regional Airport) یک فرودگاه همگانی باربری با کد یاتا VDI است که یک باند فرود بتن دارد و طول باند آن ۱۸۳۰ متر است. این فرودگاه در کشور ایالات متحده آمریکا قرار دارد و در ارتفاع ۸۴ متری از سطح دریا واقع شده است.